# توماس کوک ایرلاینز
توماس کوک ایرلاینز (به انگلیسی: Thomas Cook Airlines) یک شرکت هواپیمایی با کد یاتا MT است که در ۳۱ مارس ۲۰۰۳ میلادی تأسیس شده‌است. دفتر مرکزی توماس کوک ایرلاینز در منچستر، انگلستان واقع شده‌است و به ۹۵ مقصد، پرواز انجام می‌دهد. با ورشکستگی گروه توماس کوک، شرکت توماس کوک ایرلاینز در ۲۳ سپتامبر ۲۰۱۹ نیز به کار خود پایان داد.
این شرکت که ۹۴ هواپیمای مسافربری در اختیار داشت.